# Wereldkampioenschappen boogschieten 1937
De Wereldkampioenschappen boogschieten 1936 waren door de Fédération Internationale de Tir à l'Arc (FITA) georganiseerde kampioenschappen voor boogschutters. De zevende editie van de wereldkampioenschappen vond plaats in het Franse Parijs van 11 tot en met 14 augustus 1937. 

## Resultaten

### Individueel
|        | Heren           | Dames             |
| ------ | --------------- | ----------------- |
| Goud   | Georges De Rons | Erna Simon        |
| Zilver | Feliks Majewski | Irene Crupenninck |
| Brons  | Oscar Kessels   | Zofia Bunschowa   |

### Team
|        | Heren                                          | Dames                                                       |
| ------ | ---------------------------------------------- | ----------------------------------------------------------- |
| Goud   | Feliks Majewski Leon Szymuś Miron Trusz        | Erna Simon Luisa Sandford Louise Nettleton                  |
| Zilver | Oscar Kessels Georges De Rons Frans Walraevens | Zofia Bunschowa Janina Kurkowska Ludmiła Dubajowa Olearczyk |
| Brons  | Henry Kjellson Torsten Fahlman Eric Hansson    | Irene Crupenninck M. Mauduit Frenot                         |

### Medaillespiegel
| Plaats | Land                | Goud | Zilver | Brons | Totaal |
| 1      | Verenigd Koninkrijk | 2    | 0      | 0     | 2      |
| 2      | Polen               | 1    | 2      | 1     | 4      |
| 3      | België              | 1    | 1      | 1     | 3      |
| 4      | Frankrijk           | 0    | 1      | 1     | 2      |
| 5      | Zweden              | 0    | 0      | 1     | 1      |
| Totaal | Totaal              | 4    | 4      | 4     | 12     |

1931 ·
1932 ·
1933 ·
1934 ·
1935 ·
1936 ·
1937 ·
1938 ·
1939 ·
1946 ·
1947 ·
1948 ·
1949 ·
1950 ·
1952 ·
1953 ·
1955 ·
1957 ·
1958 ·
1959 ·
1961 ·
1963 ·
1965 ·
1967 ·
1969 ·
1971 ·
1973 ·
1975 ·
1977 ·
1979 ·
1981 ·
1983 ·
1985 ·
1987 ·
1989 ·
1991 ·
1993 ·
1995 ·
1997 ·
1999 ·
2001 ·
2003 ·
2005 ·
2007 ·
2009 ·
2011 ·
2013 ·
2015 ·
2017 ·
2019 ·
2021 ·
2023 ·